# Inverted Collar and Tie

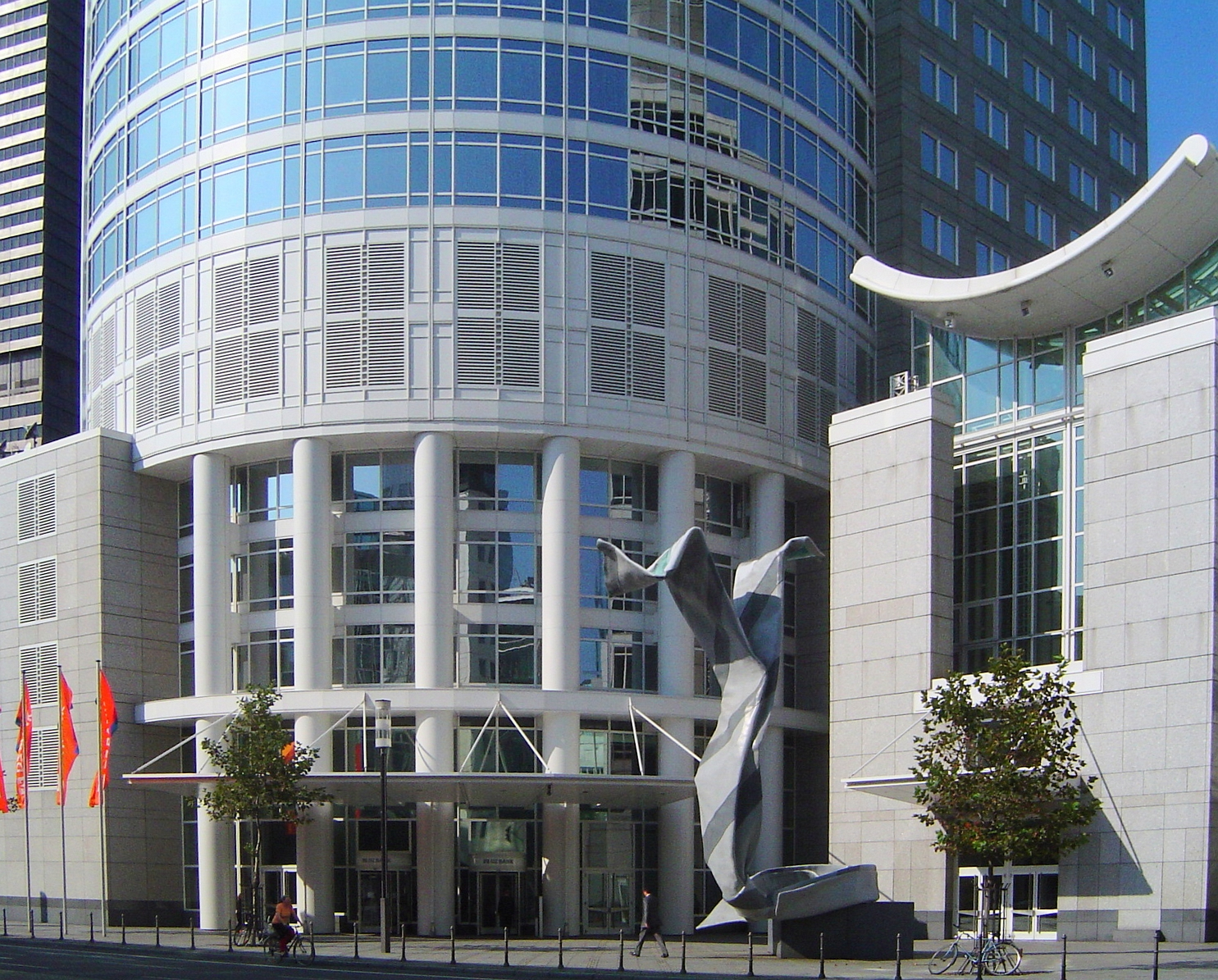
Die Skulptur Inverted Collar and Tie (1994) vor dem Hochhaus der DZ Bank

Inverted Collar and Tie ist eine Skulptur im öffentlichen Raum in Frankfurt am Main, die 1994 von Claes Oldenburg und Coosje van Bruggen im Auftrag der DZ Bank (damals DG Bank) entworfen wurde. Sie steht im Stadtteil Westend auf dem Platz vor dem Unternehmenssitz, dem Hochhaus Westendstraße 1, und ist Teil der DZ Bank Kunstsammlung. 
Inverted Collar and Tie stellt einen überlebensgroßen Hemdkragen mit Krawatte dar, der umgekehrt auf einem quaderförmigen Sockel steht. Die Krawatte breitet ihre Enden scheinbar leicht im Wind flatternd nach oben aus. Der Sockel ist dunkelgrau eingefärbt, die Krawatte ist hellgrau mit dunkelgrauen Streifen. Die Abmessungen des 7,5 Tonnen wiegenden Kunstwerks betragen 11,9 × 8,5 × 3,9 Meter. Die Skulptur besteht aus Polymerbeton, Stahl und glasfaserverstärktem Kunststoff.
Das Kunstwerk ist eine ironische Anspielung auf die „Schlips und Kragen“ tragenden Büromenschen des umliegenden Frankfurter Bankenviertels, die auch im Büroturm des Auftraggebers arbeiten.
Das Kunstwerk wurde im Jahr 1993 von der Bank in Auftrag gegeben. Produziert wurde sie in Kalifornien. Im Jahre 2013 erfolgte eine Restaurierung der Außenhaut der Skulptur vor Ort.